# 열대 저기압

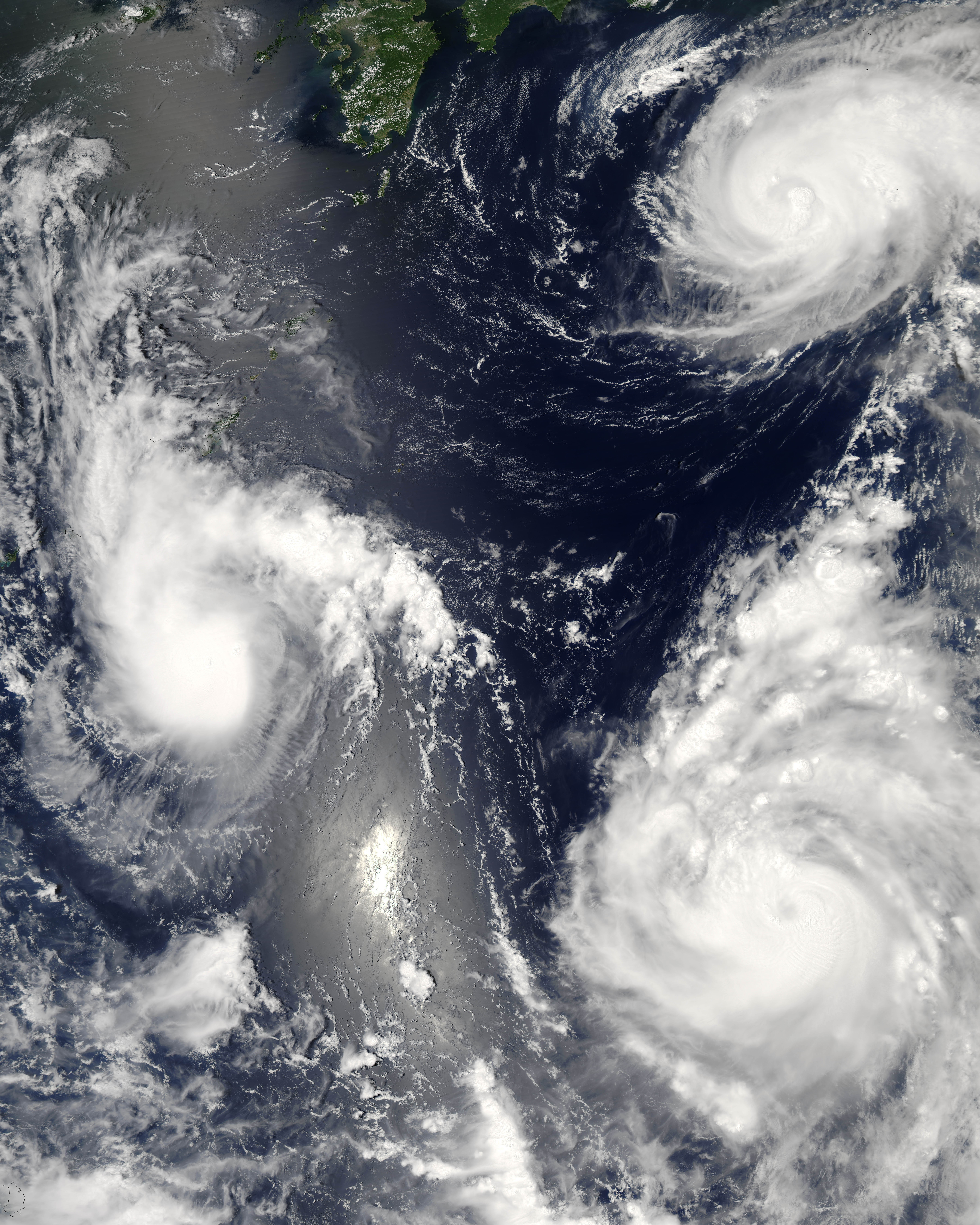
열대 저기압의 일종인 태풍

열대 저기압(熱帶低氣壓, tropical cyclone)은 지구의 열대 지역에서 발생하는 저기압이다. 이들은 발생 지역에 따라 '태풍', '허리케인', '사이클론'으로 불린다. 오스트레일리아 부근에서 발생하는 열대 저기압을 '윌리윌리'로 불렀으나 폐기되었다.

## 각 기관별 분류
| 풍속 (kt, 10분 평균) | KMA 대한민국 기상청 | JMA 일본 기상청 | MFR 프랑스 기상청  | FMS 피지 기상청 | BoM 호주 기상청 |
| -------------------- | ------------------- | --------------- | ------------------ | --------------- | --------------- |
| <28                  | 열대 저압부         | 열대 저기압     | 열대 요란          | 열대 요란       | 열대 저기압     |
| 28 ~ 33              | 열대 저압부         | 열대 저기압     | 열대 저기압        | 열대 저기압     | 열대 저기압     |
| 34 ~ 47              | 열대 폭풍           | 열대 폭풍       | 약한 열대 폭풍     | 1등급 사이클론  | 1등급 사이클론  |
| 48 ~ 63              | 강한 열대 폭풍      | 강한 열대 폭풍  | 강한 열대 폭풍     | 2등급 사이클론  | 2등급 사이클론  |
| 64 ~ 85              | 태풍                | 태풍            | 사이클론           | 3등급 사이클론  | 3등급 사이클론  |
| 86 ~ 89              | 태풍                | 태풍            | 사이클론           | 4등급 사이클론  | 4등급 사이클론  |
| 90 ~ 106             | 태풍                | 태풍            | 강한 사이클론      | 4등급 사이클론  | 4등급 사이클론  |
| 107 ~ 114            | 태풍                | 태풍            | 강한 사이클론      | 5등급 사이클론  | 5등급 사이클론  |
| >114                 | 태풍                | 태풍            | 매우 강한 사이클론 | 5등급 사이클론  | 5등급 사이클론  |

| 풍속 (kt, 1분 평균) | JTWC 미국 합동 태풍 경보 센터 | NHC 미국 국립 허리케인 센터 | CPHC 중태평양 허리케인 센터 |
| ------------------- | ----------------------------- | --------------------------- | --------------------------- |
| <34                 | 열대 저기압                   | 열대 저기압                 | 열대 저기압                 |
| 34 ~ 63             | 열대 폭풍                     | 열대 폭풍                   | 열대 폭풍                   |
| 64 ~ 82             | 태풍                          | 1등급 허리케인              | 1등급 허리케인              |
| 83 ~ 95             | 태풍                          | 2등급 허리케인              | 2등급 허리케인              |
| 96 ~ 113            | 태풍                          | 3등급 허리케인              | 3등급 허리케인              |
| 114 ~ 129           | 태풍                          | 4등급 허리케인              | 4등급 허리케인              |
| 130 ~ 135           | 슈퍼 태풍                     | 4등급 허리케인              | 4등급 허리케인              |
| >135                | 슈퍼 태풍                     | 5등급 허리케인              | 5등급 허리케인              |

| 풍속 (kt, 3분 평균) | IMD 인도 기상청      |
| ------------------- | -------------------- |
| <28                 | 저기압               |
| 28 ~ 33             | 발달한 저기압        |
| 34 ~ 47             | 사이클론             |
| 48 ~ 63             | 강한 사이클론        |
| 64 ~ 89             | 매우 강한 사이클론   |
| 90 ~ 119            | 극도로 강한 사이클론 |
| >119                | 슈퍼 사이클론        |

## 이름
열대 저기압은 여러날 동안 지속될 수 있고, 예보에서 올 수 있는 혼동을 피하기 위해 이름이 붙는다. 주변 관계국들이 이름을 붙이는 나름대로의 기준을 정한다.

## 관측
북서태평양에서 발생하는 열대 저기압의 최대 풍속은 대한민국 기상청, 일본 도쿄에 위치한 지역특별기상센터(RSMC) 등 대부분의 기관에서 1미터 상공의 풍속을 10분간 측정한 평균값을 사용한다. 하지만 미국에서는 1미터 상공의 풍속을 1분간 측정한 평균값을 사용하고 있다. 기압은 헥토파스칼(hPa), 강수량은 밀리미터(mm)를 표준 단위로 사용한다.
미국에서는 사피어-심프슨 허리케인 등급(SSHS)이라는 등급을 이용하여, 5등급을 가장 강력한 열대 저기압으로 분류하고 있다. 2003년에 대한민국을 강타한 태풍 매미는 5등급 태풍이었고, 2005년 미국 뉴올리언스를 강타한 허리케인 카트리나도 5등급 허리케인이었다. 2008년 미얀마 최대도시 양곤 등을 강타하여 10만 명 이상을 사망하게 한 사이클론 나르기스는 4등급 사이클론이었다.
미군은 전 세계에 배치되어 있으며, 특히 전 세계에 10여 대의 항공모함 함대가 배치되어 있기 때문에, 태풍의 경보와 그에 따른 함대의 이동이 중요하다. 그래서, 하와이주 진주만의 해군해양기상센터(Naval Maritime Forecast Center) 내에 미국 해군과 미국 공군이 합동으로 운영하는, 합동태풍경보센터(JTWC)가 있다. 대부분의 해역에서 발생하는 열대 저기압의 이동 상황 등을 전 세계 미군에게 알려주고 있다.
대한민국은 2008년 4월 21일 국가태풍센터를 제주도에 설립하였다. 대한민국의 국가태풍센터는 전 세계의 열대 저기압을 감시 하지 않으며, 일본 도쿄 지역특별기상센터처럼 북서태평양의 태풍만 감시하고 관측한다.

### 역사
열대성 저기압은 열대의 넓은 해상에서 발생하고 발달하기 때문에 그 실태를 파악하기가 쉽지 않았다. 제2차 세계대전 전에는 주로 남태평양에 있는 몇몇 섬에서 관측이 행해졌고, 그 외에는 때때로 그 해역을 지나가는 배에서 전해 주는 기상통보에 의해 열대성 저기압의 존재를 알 뿐이었다. 따라서 열대성 저기압의 위치도 정확하지 않았고, 강도 또한 열대성 저기압이 때때로 섬을 통과할 때나 배가 태풍 중심에 휘말려 들어갈 때 외에는 알 수 없었다. 제2차 세계대전 이후에는 열대성 저기압이 발생하면 미군의 비행기가 그 중심까지 날아가 관측하게 되어 이에 대한 상세한 정보를 얻을 수 있게 되었다. 또한 열대성 저기압이 관측지 근처에 가까이 오면 각지에 있는 레이다에 의해 저기압을 연속적으로 감시할 수 있게 되었다. 열대성 저기압을 레이다로 관측하면 열대성 저기압 주위에 있는 특유한 구름 분포가 찍히는데, 이것으로 열대성 저기압의 중심 위치를 정할 수 있다. 또한 1977년부터 쏘아올린 기상위성에서 열대성 저기압 주위의 구름을 사진으로 찍을 수 있게 되었다. 이와 같이 현재는 일기도에 의해 열대성 저기압의 정황을 알 수 있게 된 것 외에도 여러 가지 방법으로 열대성 저기압의 실태를 파악할 수 있게 되어 갑작스럽게 열대성 저기압이 엄습하여 피해를 입는 일이 거의 없어졌다.

### 태풍 정찰 비행
열대성 저기압이 발생할 것 같다는 정보가 들어오면 하루에 두세 번 미군 비행기가 열대성 저기압의 중심까지 들어가 레이다나 드롭 존데를 이용하여 열대성 저기압을 자세히 관측한다. 열대성 저기압의 등압선은 거의 원형이므로 비행기가 언제라도 왼쪽으로 바람을 받아 날아가면 열대성 저기압의 중심에 다가갈 수 있다. 중심에 가까이 가면 레이다로 중심의 위치를 잡아 더욱 중심에 가까이 접근한다. 격렬한 동요와 강한 비가 내리는 지역을 뚫고 나가 열대성 저기압의 눈 안에 들어간 다음 그 안에서 8자를 그리듯이 비행한다. 그러면 정확한 중심 위치가 정해지기 때문에 여기에서 드롭 존데를 떨어뜨려 비행 고도에서 해면까지 사이의 기온과 습도를 측정하고, 또 해면에서 중심 기압을 구한다. 그리고 파도의 상태로 해면 부근의 풍속을 추정한다.

### 레이더에 의한 관측
열대성 저기압이 200 ~ 300km 거리까지 다가오면 레이다로 열대성 저기압을 관측할 수 있다. 레이다로 찍은 열대성 저기압을 보면 중심 주위를 나선형 구름이 몇 줄 에워싸고 있는데, 이 사진으로 열대성 저기압의 중심 위치를 알 수 있다.

### 기상위성에서의 관측
레이다의 경우는 비가 내리고 있는 구름밖에 찍을 수 없지만 위성에서 본 경우에는 상층의 구름 등 비가 내리고 있지 않은 곳도 찍을 수 있다. 이와 같은 사진에 의해 열대성 저기압의 위치를 알 수 있으며, 연속 사진으로 열대성 저기압의 진로나 강도의 변화 등도 추정할 수 있다.
미국의 극궤도 기상위성 NOAA는 하루에 두 차례 대한민국 상공을 통과한다. 이러한 기상위성의 관측 데이터는 기상위성센터에서 처리하는데, 구름 화상 사진으로 작성하여 태풍감시나 기상예보에 이용되고 있다.

## 특징 및 구조

열대 저기압의 구조. (북반구 기준)

열대성 저기압은 여러 가지 점에서 온대성 저기압과는 다르다. 열대성 저기압은 그 중심부에 눈을 갖고 있는 것이 가장 큰 특징인데, 열대성 저기압의 구조도 눈의 안과 밖으로 나누어 생각해야 한다.

### 구름
열대성 저기압을 레이더로 관측하면 고도 십여 킬로미터에 달하는 적란운이 중심 주위를 에워싸고 있다. 이 고리 모양의 구름을 벽운(壁雲)이라 하며 그 안쪽을 태풍의 눈이라고 한다. 눈의 크기는 평균 15 ~ 20km 정도이지만 열대성 저기압에 따라 다르며, 같은 열대성 저기압이라도 시간적으로 매우 다르다. 눈의 모양은 거의 원형이나 타원형으로, 길다란 띠 모양으로 연결된 적란운이 주위에서 모여들어 벽운을 형성하고 있다. 레이다에 찍히는 것은 굵은 빗방울을 내리게 하는 구름뿐이며, 찍히지 않는 검은 부분이라도 실제로는 구름이 있다. 또한 비행기로 열대성 저기압의 중심에 들어가 보면 태풍의 눈 안에도 구름이 있다. 이 구름은 벽운처럼 길다란 것이 아니라 틈이 있어 해가 비치거나 별이 보이는 경우도 있다.

### 기압과 바람
일기도상에서는 열대성 저기압의 중심 주위에 동심원 모양을 한 등압선이 많이 그려져 있으며, 중심에 가까울수록 그 간격은 좁아진다. 또한 열대성 저기압의 중심이 지나간 관측소의 기압이나 풍속의 변화를 보면, 기압은 중심에 가까우면 급격히 낮아지고 바람도 급격히 강해지지만, 태풍의 눈 안에서는 갑자기 약해진다. 지표의 열대성 저기압의 주위에서는 상당히 넓은 범위에 걸쳐 바람이 등압선과 20 ~ 30°각도로 열대성 저기압 안으로 불어들고 있는데, 열대성 저기압이 발생하고 있는 상공의 바람을 비행기에서 보면 중심에서 극히 가까운 곳을 제외하면 중심에서 바깥쪽을 향해 불어나오고 있다.

### 기온
열대성 저기압이 열대 지역에 있는 동안은 지표의 열대성 저기압 지역 내의 기온에 큰 차이가 없다. 이러한 점에서 온대성 저기압의 경우에는 난역과 한역(寒域) 사이에 커다란 온도차가 있으므로 열대성 저기압과 상당히 다르다. 열대성 저기압 주위의 상공의 기온은 매우 특징있는 분포를 보이고 있다. 이것을 비행기에서 관측해 보면 열대성 저기압의 중심 부근에서는 온도가 매우 높고, 주위로 갈수록 온도가 낮아진다. 그리고 그 도중에는 온도가 높은 곳과 낮은 곳이 서로 교대로 나타난다. 온도가 높은 띠 모양의 구역은 열대성 저기압의 중심 부근에서 사방으로 뻗어 있는 띠 모양의 구름과 일치한다. 태풍의 눈 내부가 기온이 매우 높은 것은 이곳이 하강기류 영역이기 때문이며, 중심 부근에서 일반적으로 기온이 높은 것은 구름 속에서 다량의 수증기가 응결하여 잠열(潛熱)을 방출하기 때문이다.

## 발생과 소멸
열대성 저기압이 발생하는 곳은 편동풍 골의 끝부분이나 중위도에서 뻗어 있는 기압골 위쪽 등 상승 기류가 있는 곳이다. 열대의 해면은 수온이 높고 햇빛이 강하기 때문에 증발이 활발하여 대기는 충분히 습해져 있다. 또한 라디오 존데 관측 결과에 의하면 열대의 대기는 조건부 불안정 상태에 있는 경우가 많다. 그렇기 때문에 대기가 어느 정도 상승하여 포화 상태에 도달하면 그 다음은 점점 상승하려는 성질이 있어서 적란운이 형성된다. 적란운 안에는 다량의 수증기가 응결하여 잠열이 방출되기 때문에 온도가 높아진다.
한편 열대성 저기압이 발생하는 것은 상공에서 커다란 기류의 발산이 있을 때라는 것이 알려져 있다. 해면의 적란운 주위에서 수렴하여 상승한 기류가 상공에서 발산하여 그것이 하층의 수렴을 웃돌게 되면 기압이 내려간다. 또한, 적란운으로 에워싸인 눈 안에서는 강한 하강 기류가 있기 때문에 공기는 단열적으로 온도가 상승하여 기온이 한층 높아진다. 기온이 높아지면 밀도가 감소하기 때문에 중심부의 기압은 눈 주위보다 더욱 낮아진다. 계산에 따르면, 태풍의 중심부에서는 온도의 상승에 의해 밀도가 감소한 것만큼 기압이 낮아진다는 것을 알 수 있다. 이와 같이 하여 기압이 내려가면 주위에서 기류가 수렴하여 적란운을 더 한층 발달시킴에 따라 열대성 저기압이 점점 발달하게 된다.
이상과 같이 열대성 저기압이 발달하기 위해서는 해면에서 다량의 수증기가 증발하여 대기가 충분한 습기를 가지는 것이 첫째 조건이다. 지금까지의 연구에 의하면 태풍이 발달하려면 표면 수온이 26 ~ 27 °C 이상이어야 한다. 열대의 해양에서도 남동태평양에서 열대성 저기압이 발생하지 않는 것은 수온이 낮기 때문이다. 또한 북서 태평양에서 강한 태풍이 된 것은 모두 수온이 28 °C 이상인 곳에서 급속히 발달한 것이다. 지금까지 비행기 관측으로 얻은 열대 저기압의 중심 기압의 최저치는 870hPa로, 열대에서의 평상시 기압보다도 135hPa나 낮은 수치이다.
열대성 저기압은 해면의 수온이 높고 상승 기류가 있는 곳에서, 그리고 상공에서 큰 발산이 있는 경우에 발달한다. 실제로 태풍의 발달 상황을 조사해 보면 발생하고 나서 2, 3일 후에 급속히 발달하는 경우가 많다. 하루에 한 차례만 기상 통보를 수신하던 배가 갑자기 열대성 저기압이 발달하여 당황하는 경우가 흔히 있다.
넓은 해면에서는 수온이나 기류의 상태가 열대성 저기압이 발달하기에 적합하지 않은 장소가 있다. 열대성 저기압이 이와 같은 곳으로 오면 발달이 멈추고 쇠퇴한다. 그러나 일단 발달한 열대성 저기압은 열대 해상에서 금방 소멸하지는 않는다.
열대성 저기압은 육지에 오르면 해면에서 수증기의 보급이 없어져 표면 마찰이 커지기 때문에 급속도로 쇠퇴한다.
가을에 중위도까지 와서 일단 주춤한 열대성 저기압이 온대성 저기압 성질을 갖기 시작하여 다시 발달하는 경우가 있다. 이런 경우 일반적으로 진행 속도가 빠르기 때문에 특별히 경계를 필요로 한다.

## 같이 보기
- 태풍
- 허리케인
- 하이퍼케인
- 사이클론
- 저기압
- 온대 저기압
- 사피어-심프슨 허리케인 등급

## 참고 자료
- 이 문서에는 다음커뮤니케이션(현 카카오)에서 GFDL 또는 CC-SA 라이선스로 배포한 글로벌 세계대백과사전의 내용을 기초로 작성된 글이 포함되어 있습니다.